# Andrej Katlarczuk
Andrej Katlarczuk (biał. Андрэй Катлярчук, ur. w 1968 w Nowoczerkasku) — białoruski historyk, doktor nauk historycznych (odpowiednik polskiego stopnia doktora habilitowanego), laureat nagrody białoruskiego PEN-Clubu im. Franciszka Bahuszewicza.
Wykłada na Uniwersytecie Södertörn (Szwecja). Prowadzi badania nad historycznymi stosunkami szwedzko-białoruskimi. Przez pewien czas pracował jako korespondent gazety „Nasza Niwa” w Szwecji.
W 2009 stanął na czele grupy inicjatywnej mającej na celu przekonanie władz Szwecji do zmiany oficjalnej nazwy Białorusi w języku szwedzkim z Vitryssland na Belarus. Zmiana ma na celu zmniejszenie skojarzeń Białorusi z Rosją w społeczeństwie szwedzkim.

## Prace

### Książki
- Швэды ў гісторыі й культуры беларусаў, Менск, 2002 - nagrodzona przez białoruski PEN-Club Nagrodą im. Franciszka Bahuszewicza

### Artykuły
- Беларусы Бранскага краю // Arche, 2-2001
- Чаму беларусы не апанавалі літоўскай спадчыны // Arche, 2(25)-2003
- Яшчэ раз пра месца беларусаў у гісторыі. arche.bymedia.net. [zarchiwizowane z tego adresu (2016-03-04)]. // Arche, 5 -2003
- Падарожжа ў сэрца Літвы // Arche, 1-2 -2006
- «Уцёкі мазгоў», ці Лёсы пратэстантаў Вялікага Княства Літоўскага ў другой палове XVII ст. // Спадчына 2006. №1
- У ценю Польшчы і Расеі. Вялікае Княства Літоўскае і Швэцыя ў часе эўрапейскага крызісу сярэдзіны XVII ст. // Arche, 7-8 -2008